# Plunct, Plact, Zuuum
Plunct, Plact, Zuuum foi um programa especial infantil exibido na Rede Globo, no dia 3 de junho de 1983 às 21h - na faixa conhecida como "Sexta Super".
Escrito por Wilson Rocha e dirigido por Augusto César Vanucci e Paulo Netto "Nettinho", primeiro de uma série de musicais infantis que a Globo apresentou no mesmo ano, seguindo a tradição dos programas premiados que deram origem ao projeto: Vinícius para Criança: A Arca de Noé, A Arca de Noé 2 e Pirlimpimpim. O programa foi um resultado de uma criação coletiva.

## Enredo
Proibidos de fazer as coisas que amavam, as crianças Aretha, Bruno Netto, Fabiano Vannucci, Marinela Graça Mello e Paulo Vignolo planejam se mandar. Eles encontram um titereiro que passa a lhes contar histórias. Assistem então à chegada de um Ovni, montado com lixo e tesouro. Assim, começa a aventura da turma, com o apoio de um estranho ser que viaja dentro de um carrinho de bebê. No caminho, as crianças conhecem um burocrata que exige os documentos da nave, o Planeta Doce e o Planeta Formigueiro.

## Produção
Tudo foi especialmente produzido para o programa, desde o roteiro até a trilha sonora. Para a montagem do programa, o Teatro Fênix, no Rio de Janeiro, foi transformado em uma plataforma de lançamento de foguetes.

### Efeitos
Usaram-se recursos como o chroma key (recurso que permite que a imagem gravada por uma câmera possa se incluir em outra, criando-se impressão de primeiro plano e fundo), que simulava os personagens flutuantes. Stil criou os efeitos visuais de alguns quadros e balés de bonecos.

### Trilha sonora
Raul Seixas compôs e cantou "Carimbador Maluco". Sérgio Sá criou o tema da Gruta das Formigas. Já Nelson Motta e Lulu Santos compuseram Sereia, cantada por Fafá de Belém. O tema principal Use a Imaginação foi cantado por José Vasconcelos e pelo coro infantil. E a música Brincar de Viver, versão de Guilherme Arantes para uma canção de Jon Lucien, foi interpretada por Maria Bethânia.
O sucesso do especial rendeu a produção de um disco pela gravadora Som Livre, com sua trilha sonora. A escolha das músicas e dos intérpretes foi feita pelo diretor musical do programa Guto Graça Mello e Ezequiel Neves, os mesmos de Pirlimpimpim.
Os maiores hits deste seriado foram as músicas O Carimbador Maluco e Brincar de Viver, que são constantemente lembradas até os dias de hoje.

## Elenco
- Crianças: Aretha[3], Bruno Netto, Fabiano Vannucci, Marinela Graça Mello, Paulo Vignolo
- Titereiro: José Vasconcelos
- Burocrata: Raul Seixas
- Mestre-cuca e rei: Jô Soares[4]
- Sereia: Fafá de Belém
- Mestre da matemática: Eduardo Dusek
- Fada: Maria Bethânia
- Habitante da Ilha: Zé Rodrix

## Prêmios
- Medalha de Prata do International TV Film of New York, 1983[2]

## Sequência
Plunct, Plact, Zuuum... 2